# Międzynarodowa Rada Nauki
Międzynarodowa Rada Nauki (ang. International Council for Science, ICSU) – pozarządowa organizacja o zasięgu ogólnoświatowym, powołana w 1931 roku w celu współpracy międzynarodowej w rozwoju nauki.
W skład ICSU wchodzi obecnie (listopad 2012) 120 krajowych organizacji naukowych, reprezentujących 140 krajów, a także 31 międzynarodowych unii naukowych. Polskę reprezentuje Polska Akademia Nauk (PAN). Do ICSU należą też 22 międzynarodowe stowarzyszenia naukowe, nie mają one jednak prawa głosu.
Do międzynarodowych organizacji zrzeszonych w ICSU należą między innymi:
- Międzynarodowe Stowarzyszenie Socjologiczne (ISA)
- Międzynarodowa Unia Astronomiczna (IAU)
- Międzynarodowa Unia Badań Czwartorzędu (INQUA)
- Międzynarodowa Unia Biochemii i Biologii Molekularnej (IUBMB)
- Międzynarodowa Unia Chemii Czystej i Stosowanej (IUPAC)
- Międzynarodowa Unia Farmakologiczna (IUPHAR)
- Międzynarodowa Unia Fizyki Czystej i Stosowanej (IUPAP)
- Międzynarodowa Unia Geodezji i Geofizyki (IUGG)
- Międzynarodowa Unia Geograficzna (IGU)
- Międzynarodowa Unia Historii i Filozofii Nauki (IUPS)
- Międzynarodowa Unia Krystalografii (IUCr)
- Międzynarodowa Unia Leśnych Organizacji Badawczych (IUFRO)
- Międzynarodowa Unia Matematyczna (IMU)
- Międzynarodowa Unia Nauk Antropologicznych i Etnologicznych (IUAES)
- Międzynarodowa Unia Nauk Biologicznych (IUBS)
- Międzynarodowa Unia Nauk Geologicznych (IUGS)
- Międzynarodowa Unia Nauk Psychologicznych (IUPsyS)
- Międzynarodowa Unia Nauk Radiowych (URSI)
- Międzynarodowa Unia Towarzystw Gleboznawczych (IUSS)
- Międzynarodowa Unia Towarzystw Immunologicznych (IUIS)
- Międzynarodowa Unia Towarzystw Żywieniowych (IUNS)